# Almindelig rypelyng
Almindelig rypelyng (Dryas octopetala) er en dværgbusk med en krybende eller opstigende vækst. Den vokser meget langsomt, sådan at planter med en stammediameter på 10 mm kan være så meget som 100 år gamle. Der går henved 10 år fra den spirer til den blomstrer.

## Beskrivelse
Stænglerne er bøjelige med en bark, som først er lysegrøn og tæt håret. Senere bliver den lysebrun og hårløs. Bladene er spredtstillede og ovale med rundtakket rand. Oversiden er mørkegrøn, mens undersiden er hvid og håret. Almindelig rypelyng blomstrer i maj-juni. De hvide blomster sidder på 3 – 5 cm lange stilke. De roterer 360 grader i løbet af døgnet, sådan at de hele tiden vender mod solen. Blomsten har sædvanligvis 8 kronblade, men der kan være flere. 
Almindelig rypelyng bliver oftest bestøvet af insekter. Selvbestøvning kan dog også forekomme. Efter afblomstring vokser stilken videre, mens der dannes mange nøddefrugter. Griflen tabes ikke, som den gør på de fleste andre planter, og i stedet forlænges den til et stort fjerlignende spredningsorgan, som vinden let får fat i.
Rodnettet består af en lodret jordstængel, som bærer de overjordiske dele og et tæt netværk af trævlerødder. Planten danner både over- og underjordiske udløbere. Rypelyng har samliv med en eller flere svampe i form af mykorrhiza. 
Højde x bredde og årlig tilvækst: 0,20 x 0,20 m (2 x 2 cm/år), heri ikke medregnet eventuelle udløbere. 

## Hjemsted
Almindelig rypelyng er en arktisk, cirkumpolar bjergplante som vokser på løs, kalkrig bund i kølige strøg på den Nordlige halvkugle. I Norge er det højeste fund i Jotunheimen, hvor den findes 2275 m.o.h.. I Nordnorge og på Svalbard vokser den helt ned i strandkanten, og der er også spredte lavlandsforekomster i Sydnorge. 
Foruden i arktiske egne, finder man almindelig rypelyng som bjergplante i Skandinavien, Alperne, Karpaterne, på Balkan og i Kaukasus. I Storbritannien er den fundet i Wales og i Nord-England. I det skotske højland er den almindeligt forekommende. I Nordamerika er den almindelig i Alaska, og i Rocky Mountains vokser den så langt mod syd som Colorado.
Arten forekommer på kalkrige, tørre og vindeksponerede heder og skrænter, områder, der ofte bliver kaldt rypelyngheder. Ved bjerget Ben Alder i Skotland findes arten I samfund med bl.a. alpeærenpris, bjergløvefod, Carex atrata, Carex capillaris, fjeldrapgræs, fåresvingel, Minuartia sedoides, purpurstenbræk, solstenbræk og tuelimurt

## Klimaindikator
Da isen trak sig tilbage efter sidste istid, var almindelig rypelyng en af de planter, som koloniserede de blotlagte steppelandskaber. Efterhånden som klima og næringsgrundlag blev bedre, blev den ganske som andre planter i dette plantesamfund fortrængt af mere krævende arter. Denne udvikling fra nøjsomme tundraplanter til eng og skov kan man se i aflejringer, bl.a. i Skåne. Fordi der findes mange af de letgenkendelige og velbevarede rypelyngblade i dette materiale, har man kaldt tiden, hvor almindelig rypelyng var dominerende, for dryasperioden.
I en udvikling mod varmere klima vil man komme til at se det samme. Forsøg har vist, at øget næringstilgang og højere temperatur øger forekomsten af græslignende planter (græsser og halvgræsser) og urter på bekostning af almindelig rypelyng.

## Indholdsstoffer
Undersøgelser har vist, at almindelig rypelyng indeholder garvestoffer og flere vigtige mineraler, som kalcium og kiselsyre.

## Anvendelse

### Medicinsk
Samerne har brugt den som medicin mod flere sygdomme. På Island har den også været brugt som medicinplante. Den blev anset for generelt styrkende, blodrensende og virksom mod diarré. Det mest almindelige var at lave en te af knuste blade. Mod snue blev et pulver af tørrede og knuste blade af almindelig rypelyng og engsoleie (Ranunculus acris) snust op i næsen. Mod hårdnakket hoste blev planten lagt på bålet, og røgen indåndet af den syge. Saften af friske blade blev brugt mod vorter. I Sydeuropa har almindelig rypelyng været brugt mod betændelse i mund og hals. Forsøg har vist, at almindelig rypelyng virker appetitvækkende og stimulerer fordøjelsen.

### Anden brug
Brugt til farvning af garn giver almindelig rypelyng gule og brune nuancer. Om vinteren bliver plantens blade græsset af rensdyr. På Island bliver bladene kaldt rjúpnalauf, fordi de er et vigtigt vinterfoder for ryper.